# Something Weird
Something Weird (letteralmente Qualcosa di strano) è un film horror diretto da Herschell Gordon Lewis.
Il film, che mescola il genere gore con la commedia nera, viene ritenuta cult per il suo modestissimo budget (che si aggira attorno ai 35 000 dollari) e perché ha dato origine ad una collana di DVD e VHS, solo edita negli USA, che prende il nome dalla medesima pellicola.